# Нокс, Кевин
Ке́вин Нокс (англ. Kevin Knox; род. 11 августа 1999, Финикс) — американский профессиональный баскетболист, выступащий в НБА за «Голден Стэйт Уорриорз». До прихода в НБА выступал за баскетбольную команду Кентуккийского университета «Кентукки Уайлдкэтс». Был выбран на драфте НБА 2018 года в первом раунде под общим девятым номером.

## Биография
Кевин Нокс родился в Финиксе (штат Аризона) в семье игрока в американский футбол Кевина Нокса. Учился в католической старшей школе Тампы во Флориде, где выступал за местную баскетбольную команду. В 2017 году принимал участие в турнирах McDonald’s All-American и Jordan Brand Classic. По окончании обучения в школе Кевин считался одним из лучших баскетболистов в своём выпуске и получил предложения спортивной стипендии от таких университетов, как Дьюк, Флорида Стэйт, Миссури и Северная Каролина, однако выбрал Кентукки. Кроме того, его приглашала команда из Китайской баскетбольной ассоциации, но Нокс отклонил это предложение.
В своём дебютном сезоне за «Уайлдкэтс» он стал самым результативным игроком команды в сезоне. По итогам сезона он был включён в сборную новичков и первую сборную всех звёзд конференции SEC. «Уайлдкэтс» же в этом сезоне смогли стать чемпионами конференции . 6 апреля 2018 года Нокс объявил о решении выставить свою кандидатуру на драфт НБА и нанял спортивного агента, таким образом отказавшись от дальнейшего обучения в университете.

## Профессиональная карьера

### Нью-Йорк Никс (2018—2022)
На драфте НБА 2018 года Нокс был выбран в первом раунде под общим 9 номером клубом «Нью-Йорк Никс». Кевин дебютировал в НБА 17 октября 2018 года в игре против «Атланты Хокс». Выйдя со скамейки, он набрал 10 очков и сделал два перехвата. Два дня спустя в матче против «Бруклин Нетс» он набрал 17 очков и стал самым результативным игроком команды. Но уже на следующий день он подвернул лодыжку и пропустил следующие семь игр. Вернувшись на площадку Нокс уже 1 декабря установил личный рекорд результативности — 26 очков. По итогам декабря 2018 года он стал новичком месяца.

### Атланта Хокс (2022)
13 января 2022 года «Никс» обменяли Нокса и защищенный будущий выбор в первом раунде в «Атланта Хокс» в обмен на Кэма Реддиша, Соломона Хилла, выбор во втором раунде драфта 2025 года и денежное вознаграждение. 

### Детройт Пистонс (2022—2023)
1 августа 2022 года Нокс подписал контракт с «Детройт Пистонс». Он дебютировал в составе «Пистонс» 19 октября, набрав три очка и сделав три подбора в победе над «Орландо Мэджик». 23 ноября Нокс набрал 21 очко, три подбора и шесть трехочковых бросков, что стало для него рекордом в карьере, в победе над «Юта Джаз».

### Портленд Трэйл Блэйзерс (2023)
9 февраля 2023 года Нокс был обменян в «Портленд Трэйл Блэйзерс» в рамках сделки с участием «Атланты Хокс» и «Голден Стэйт Уорриорз». Он дебютировал в составе «Трэйл Блэйзерс» 13 февраля, набрав четыре очка и сделав два подбора в победе над «Лос-Анджелес Лейкерс». 
9 сентября 2023 года стало известно, что Нокс подписал однолетний контракт с «Трэйл Блэйзерс». 21 октября, перед началом сезона 2023/24, он был отчислен из команды.  

### Детройт Пистонс (2023—2024)
8 ноября 2023 года Нокс подписал контракт с «Детройт Пистонс». 8 февраля 2024 года Нокс был обменян в «Юту Джаз», вместе с выбором второго раунда драфта и правами на Габриэле Прочиду, в обмен на Симоне Фонтеккио.Однако на следующий день он был отчислен.

### Рип-Сити Ремикс (2024)
1 марта 2024 года Нокс вновь присоединился к команде «Рип-Сити Ремикс».

### Санта-Круз Уорриорз (2024—2025)
После участия в Летней лиге НБА 2024 года Нокс подписал контракт с «Голден Стэйт Уорриорз» 25 сентября 2024 года, но 19 октября был отчислен. 25 октября 2024 года подписал контракт с «Санта-Круз Уорриорз»

### Голден Стэйт Уорриорз (2025—настоящее время)
15 февраля 2025 года «Голден Стэйт Уорриорз» подписал с Ноксом 10-дневный контракт. 22 марта «Уорриорз» подписали с игроком контракт до конца сезона.

## Выступления за национальную сборную
Нокс завоевал две золотые медали на чемпионате Америки среди игроков до 16 лет и на чемпионате мира среди игроков до 17 лет.

## Статистика

### Статистика в НБА
| Сезон   | Команда  | Регулярный сезон | Регулярный сезон | Регулярный сезон | Регулярный сезон | Регулярный сезон | Регулярный сезон | Регулярный сезон | Регулярный сезон | Регулярный сезон | Регулярный сезон | Регулярный сезон | Серия плей-офф | Серия плей-офф | Серия плей-офф | Серия плей-офф | Серия плей-офф | Серия плей-офф | Серия плей-офф | Серия плей-офф | Серия плей-офф | Серия плей-офф | Серия плей-офф |
| Сезон   | Команда  | GP               | GS               | MPG              | FG%              | 3P%              | FT%              | RPG              | APG              | SPG              | BPG              | PPG              | GP             | GS             | MPG            | FG%            | 3P%            | FT%            | RPG            | APG            | SPG            | BPG            | PPG            |
| ------- | -------- | ---------------- | ---------------- | ---------------- | ---------------- | ---------------- | ---------------- | ---------------- | ---------------- | ---------------- | ---------------- | ---------------- | -------------- | -------------- | -------------- | -------------- | -------------- | -------------- | -------------- | -------------- | -------------- | -------------- | -------------- |
| 2018/19 | Нью-Йорк | 75               | 57               | 28,8             | 37,0             | 34,3             | 71,7             | 4,5              | 1,1              | 0,6              | 0,3              | 12,8             | Не участвовал  | Не участвовал  | Не участвовал  | Не участвовал  | Не участвовал  | Не участвовал  | Не участвовал  | Не участвовал  | Не участвовал  | Не участвовал  | Не участвовал  |
| 2019/20 | Нью-Йорк | 65               | 4                | 17,9             | 35,9             | 32,7             | 65,3             | 2,8              | 0,9              | 0,4              | 0,4              | 6,4              | Не участвовал  | Не участвовал  | Не участвовал  | Не участвовал  | Не участвовал  | Не участвовал  | Не участвовал  | Не участвовал  | Не участвовал  | Не участвовал  | Не участвовал  |
| 2020/21 | Нью-Йорк | 42               | 0                | 11,1             | 39,2             | 39,3             | 80,0             | 1,5              | 0,5              | 0,3              | 0,1              | 3,9              | 1              | 0              | 3,5            | -              | -              | 100,0          | 1,0            | 1,0            | 0,0            | 1,0            | 2,0            |
| 2021/22 | Нью-Йорк | 13               | 0                | 8,5              | 37,5             | 35,7             | 70,0             | 1,7              | 0,2              | 0,2              | 0,1              | 3,6              | Не участвовал  | Не участвовал  | Не участвовал  | Не участвовал  | Не участвовал  | Не участвовал  | Не участвовал  | Не участвовал  | Не участвовал  | Не участвовал  | Не участвовал  |
| 2021/22 | Атланта  | 17               | 0                | 6,6              | 35,6             | 19,2             | 75,0             | 1,3              | 0,4              | 0,1              | 0,1              | 2,7              | 2              | 0              | 4,6            | 63,6           | 60,0           | 100,0          | 1,0            | 0,0            | 1,0            | 0,0            | 11,0           |
| 2022/23 | Детройт  | 42               | 1                | 14,1             | 46,9             | 37,1             | 78,8             | 2,6              | 0,4              | 0,3              | 0,3              | 5,6              | Не участвовал  | Не участвовал  | Не участвовал  | Не участвовал  | Не участвовал  | Не участвовал  | Не участвовал  | Не участвовал  | Не участвовал  | Не участвовал  | Не участвовал  |
| 2022/23 | Портленд | 21               | 4                | 17,1             | 44,4             | 31,4             | 74,1             | 3,3              | 0,9              | 0,5              | 0,0              | 8,5              | Не участвовал  | Не участвовал  | Не участвовал  | Не участвовал  | Не участвовал  | Не участвовал  | Не участвовал  | Не участвовал  | Не участвовал  | Не участвовал  | Не участвовал  |
| 2023/24 | Детройт  | 31               | 11               | 18,1             | 46,2             | 33,0             | 90,9             | 2,4              | 0,7              | 0,4              | 0,2              | 7,2              | Не участвовал  | Не участвовал  | Не участвовал  | Не участвовал  | Не участвовал  | Не участвовал  | Не участвовал  | Не участвовал  | Не участвовал  | Не участвовал  | Не участвовал  |
|         | Всего    | 306              | 77               | 18,0             | 39,2             | 34,1             | 72,3             | 2,9              | 0,7              | 0,4              | 0,3              | 7,4              | 3              | 0              | 4,2            | 63,6           | 60,0           | 100,0          | 1,0            | 0,3            | 0,7            | 0,3            | 8,0            |

### Статистика в Джи-Лиге
| Сезон   | Команда         | Регулярный сезон | Регулярный сезон | Регулярный сезон | Регулярный сезон | Регулярный сезон | Регулярный сезон | Регулярный сезон | Регулярный сезон | Регулярный сезон | Регулярный сезон | Регулярный сезон | Серия плей-офф | Серия плей-офф | Серия плей-офф | Серия плей-офф | Серия плей-офф | Серия плей-офф | Серия плей-офф | Серия плей-офф | Серия плей-офф | Серия плей-офф | Серия плей-офф |
| Сезон   | Команда         | GP               | GS               | MPG              | FG%              | 3P%              | FT%              | RPG              | APG              | SPG              | BPG              | PPG              | GP             | GS             | MPG            | FG%            | 3P%            | FT%            | RPG            | APG            | SPG            | BPG            | PPG            |
| ------- | --------------- | ---------------- | ---------------- | ---------------- | ---------------- | ---------------- | ---------------- | ---------------- | ---------------- | ---------------- | ---------------- | ---------------- | -------------- | -------------- | -------------- | -------------- | -------------- | -------------- | -------------- | -------------- | -------------- | -------------- | -------------- |
| 2023/24 | Рип-Сити Ремикс | 11               | 11               | 33,0             | 45,6             | 37,1             | 66,7             | 8,6              | 2,6              | 0,9              | 0,8              | 22,6             | Не участвовал  | Не участвовал  | Не участвовал  | Не участвовал  | Не участвовал  | Не участвовал  | Не участвовал  | Не участвовал  | Не участвовал  | Не участвовал  | Не участвовал  |
|         | Всего           | 11               | 11               | 33,0             | 45,6             | 37,1             | 66,7             | 8,6              | 2,6              | 0,9              | 0,8              | 22,6             | Не участвовал  | Не участвовал  | Не участвовал  | Не участвовал  | Не участвовал  | Не участвовал  | Не участвовал  | Не участвовал  | Не участвовал  | Не участвовал  | Не участвовал  |

### Статистика в NCAA
| Сезон   | Команда  | Conf  | Class | GP | GS | MPG  | FG%  | 3P%  | FT%  | RPG | APG | SPG | BPG | PPG  |
| ------- | -------- | ----- | ----- | -- | -- | ---- | ---- | ---- | ---- | --- | --- | --- | --- | ---- |
| 2017/18 | Кентукки | SEC   | FR    | 37 | 37 | 32,4 | 44,5 | 34,1 | 77,4 | 5,4 | 1,4 | 0,8 | 0,3 | 15,6 |
| Всего   | Всего    | Всего | Всего | 37 | 37 | 32,4 | 44,5 | 34,1 | 77,4 | 5,4 | 1,4 | 0,8 | 0,3 | 15,6 |